# Селец (Берёзовский район)
Селец (бел. Сялец) — агрогородок в Берёзовском районе Брестской области Белоруссии. Административный центр Селецкого сельсовета. Население — 752 человека (2019).

## География
Агрогородок находится в 10 км к северо-западу от центра города Берёза. Местность принадлежит к бассейну Днепра, село стоит при впадении небольшой речки Башта (ныне превращённой в канал) в Ясельду. Севернее села располагается водохранилище Селец на Ясельде, функционирует рыбхоз. Местные автодороги соединяют Селец с Берёзой, Пружанами и окрестными деревнями. В 6 км от агрогородка расположена ж/д станция Берёза-Картузская на магистрали Минск — Брест.

## История

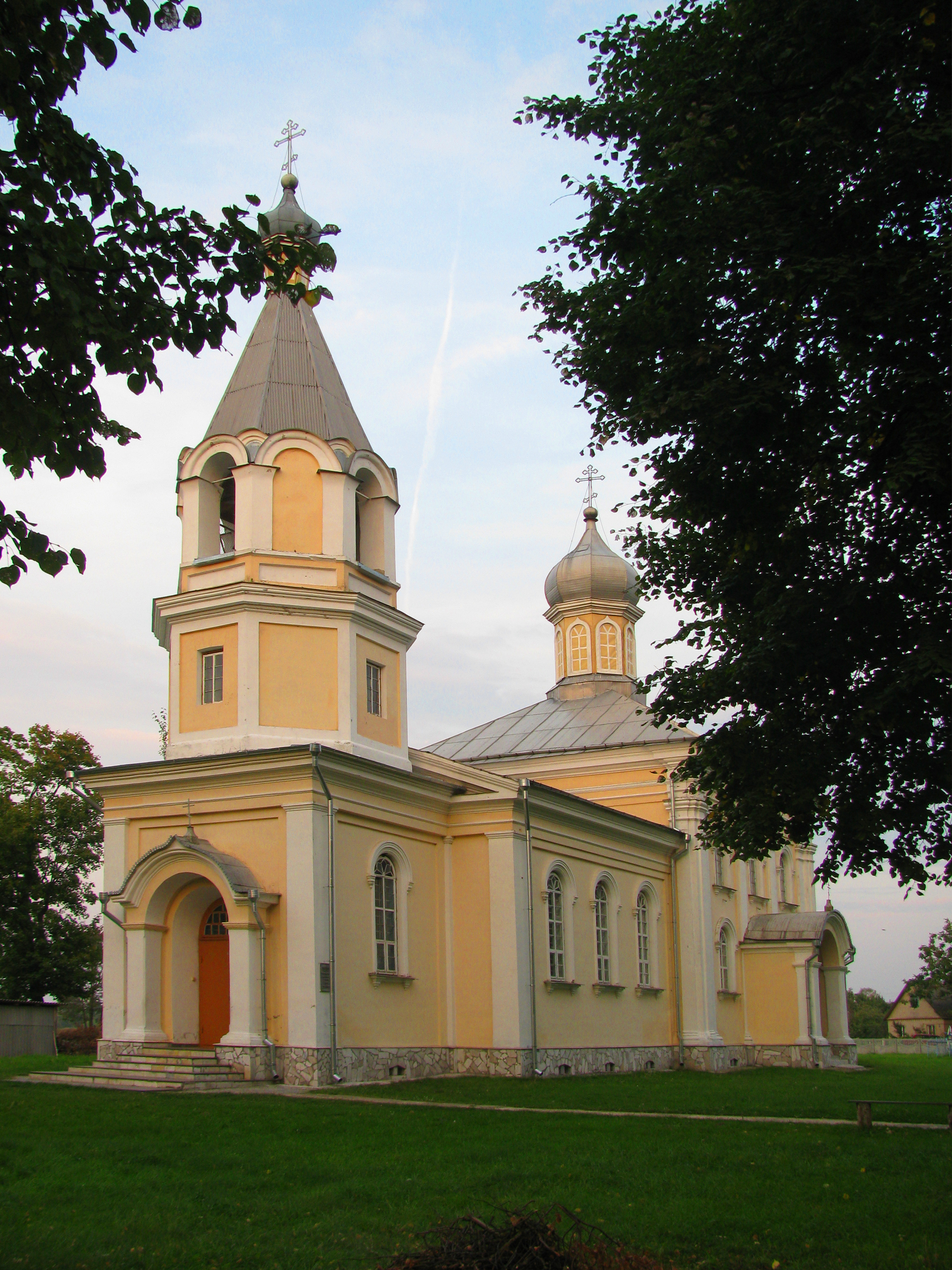
Православная церковь Успения

Поселение известно с 1397 года, когда князь Витовт подарил Селец Гиацинту Ланевичу. Во времена княжения Витовта здесь разрешено было селиться евреям, к югу от одноимённого исторического центра появилась компактная колония евреев, а с северной стороны, другом берегу реки Башта, поселились обычные селяне. В 1471 году здесь построен первый костёл. Село в Селецкой волости Слонимского повета. После территориальной реформы середины XVI века в Великом княжестве Литовском Селец входил в Берестейский повет Берестейского воеводства. Селец стал родовым гнездом рода Гамшеев-Вештортов.  В середине XVI века при королеве Боне здесь был построен замок. Затем имение перешло королевскому дворянину Кристофу Андреевичу Садовскому и его жене Анне Яновне Радзивилл. Позднее имение перешло в руки рода Кишков, а затем к Радзивиллам. В первой половине XVII века биржанские Радзивиллы выстроили в Сельце кальвинистский сбор (не сохранился). В 1733 году под Сельцом состоялось одно из сражений войны за польское наследство, вероятно в это время был разрушен замок королевы Боны.
После третьего раздела Речи Посполитой (1795 год) в составе Российской империи, административно Селец принадлежал Пружанскому уезду Гродненской губернии. После подавления восстания 1863 года на месте бывшего костёла была выстроена православная Успенская церковь (освящена в 1870 году), у католиков осталась только небольшая часовня св. Лаврентия на католическом кладбище .
В 1878 году в местечке действовали волостная управа, православная церковь, католическая часовня, еврейский молитвенный дом, школа, больница. В начале XX века католики наконец получили разрешение на строительство храма. Возведение кирпичного костёла св. Алексея было завершено в 1912 году. С 1915 года оккупировано германскими войсками, с 1919 года до июля 1920 года и с августа 1920 года — войсками Польши (в июле временно установлена советская власть).
Согласно Рижскому мирному договору (1921) село вошло в состав гмины Селец Пружанского повета Полесского воеводства межвоенной Польши. С 1939 года в составе БССР. С 1940 года центр Селецкого сельсовета.
В 1941—1944 годах Селец оккупирован немецко-фашистскими захватчиками. 164 жителя деревни погибли во время войны, разрушено 264 дома. При освобождении деревни и других населённых пунктов сельсовета в июле 1944 года погибли 129 воинов, в их числе воины 174-го стрелкового полка.

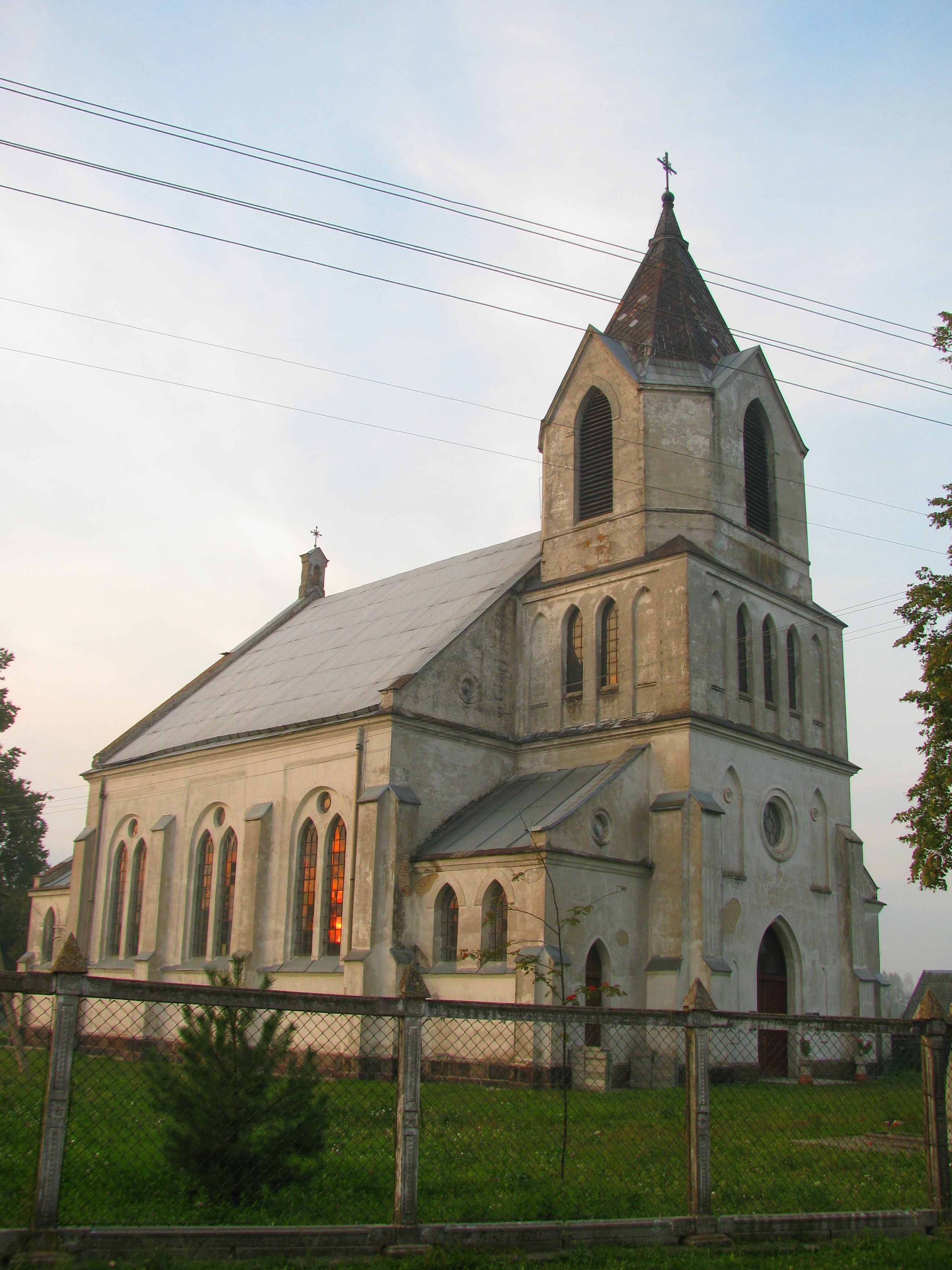
Костёл Святого Алексея

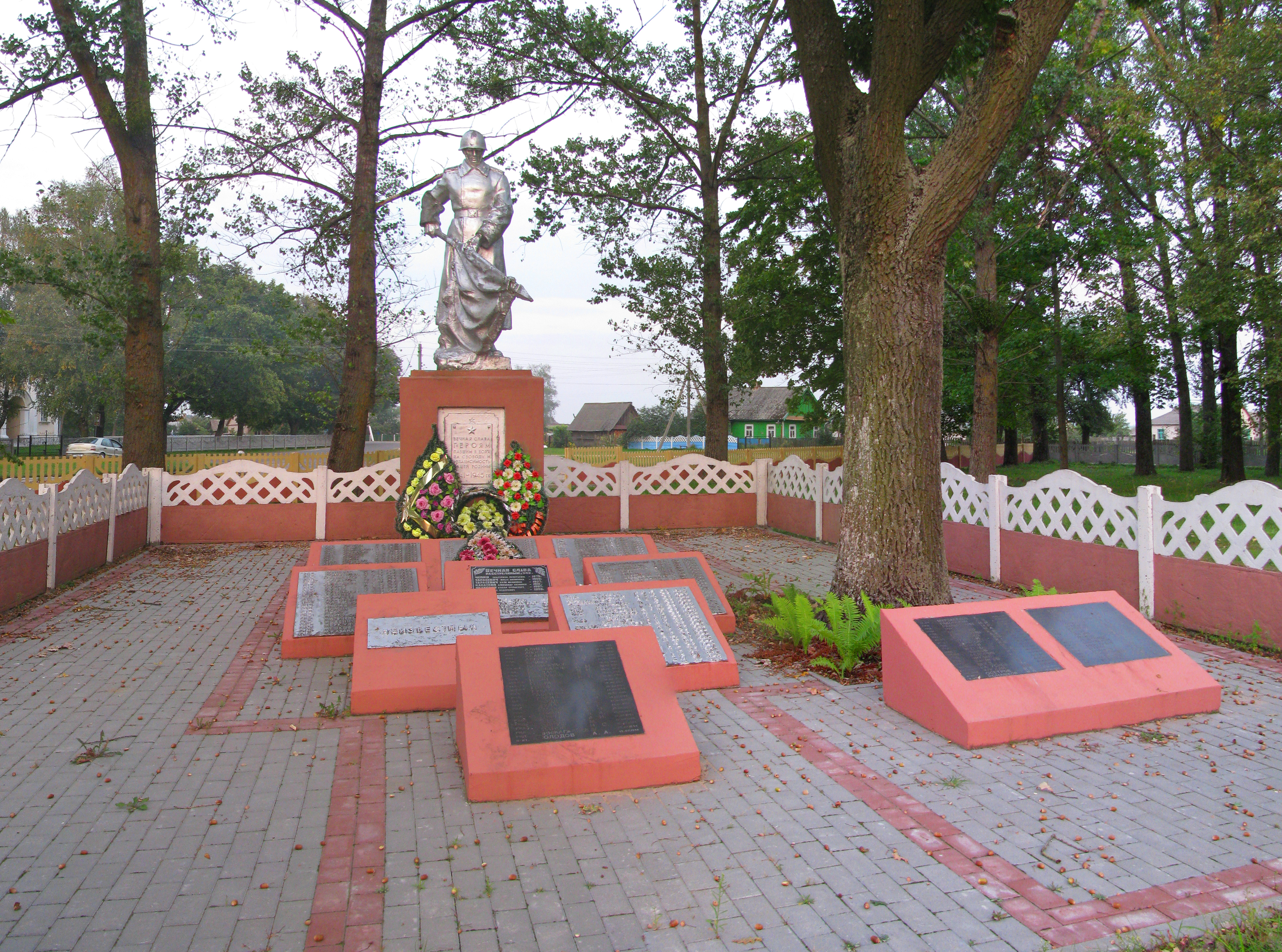
Братская могила

## Население
| Численность населения (по годам) | Численность населения (по годам) | Численность населения (по годам) | Численность населения (по годам) | Численность населения (по годам) | Численность населения (по годам) | Численность населения (по годам) | Численность населения (по годам) | Численность населения (по годам) | Численность населения (по годам) |
| 1824                             | 1833                             | 1864                             | 1886                             | 1890                             | 1897                             | 1905                             | 1924                             | 1940                             | 1959                             |
| -------------------------------- | -------------------------------- | -------------------------------- | -------------------------------- | -------------------------------- | -------------------------------- | -------------------------------- | -------------------------------- | -------------------------------- | -------------------------------- |
| 626                              | ↗963                             | ↘249                             | ↗2273                            | ↗4971                            | ↘2533                            | ↗3827                            | ↘997                             | ↗1888                            | ↘1196                            |
| 1970                             | 1999                             | 2005                             | 2009                             | 2019                             |                                  |                                  |                                  |                                  |                                  |
| ↘1160                            | ↘1030                            | ↘985                             | ↘861                             | ↘752                             |                                  |                                  |                                  |                                  |                                  |

## Достопримечательности
- Костёл Святого Алексея (1912 год). Памятник архитектуры неоготики.
- Православная Успенская церковь (1870 год).
- Католическая часовня св. Лаврентия на кладбище. Находится в полуразрушенном состоянии.
- Братская могила советских воинов. Похоронены 128 воинов, в том числе воины, погибшие в 1944 году при освобождении Берёзовского района. В 1956 году на могиле установлен памятник — скульптура воина со склонённым знаменем.
- Мемориальная доска Здановичу Александру Леоновичу. На здании средней школы. Установлена в 1986 году для увековечения памяти партизана А. Здановича (1929—1942)[10].

Оба храма и мемориал на братской могиле включены в Государственный список историко-культурных ценностей Республики Беларусь